# Au temps du roi Édouard
Au temps du roi Édouard (The Edwardians), paru en 1930, est l'un des derniers romans de Vita Sackville-West.
Classé dans le genre des romans d'apprentissage, il s'agit d'une critique de la société aristocratique de l'époque édouardienne ainsi qu'un reflet de propres expériences d'enfance de l'auteur.